# Kalmia hirsuta
Kalmia hirsuta är en ljungväxtart som beskrevs av Thomas Walter. Kalmia hirsuta ingår i släktet kalmior, och familjen ljungväxter. Inga underarter finns listade i Catalogue of Life.